# Post tenebras lux

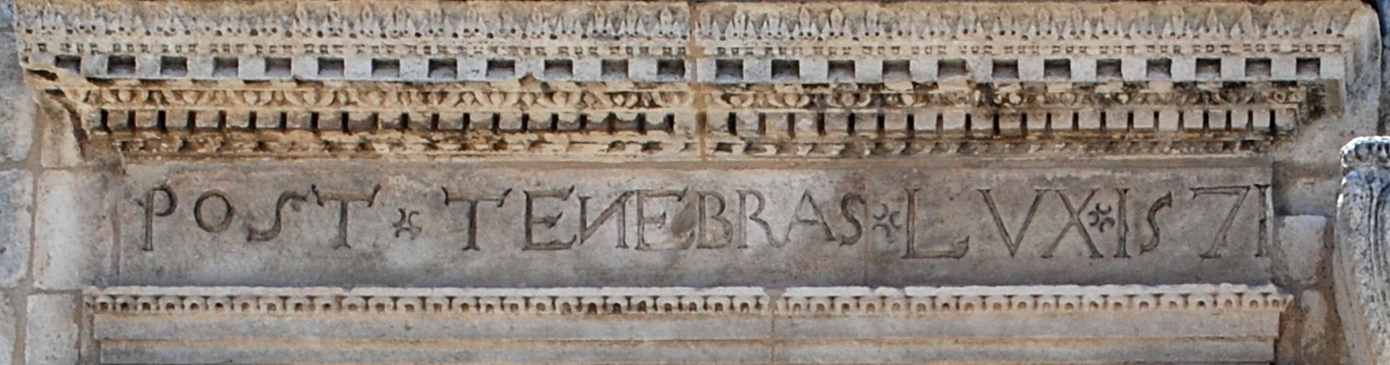
Detalj från Fenêtre Post Tenebras Lux i franska Les Baux-de-Provence

Post tenebras lux är ett latinskt uttryck som betyder "ljus efter mörker". Frasen kommer från Vulgata-versionen av Job. Den upptogs som kalvinismens valspråk och blev med tiden valspåk för hela reformationen. Post tenebras lux är även valspråk för Genève.